# Leisure Suit Larry: Love for Sail!
Leisure Suit Larry: Love for Sail! è un'avventura grafica sviluppata nel 1996 dalla  Sierra On-Line e fa parte della serie Leisure Suit Larry. Il videogioco fu sviluppato per i sistemi Microsoft Windows e MS-DOS.
Il videogioco utilizza una grafica  cartoon  ed è dotato di dialoghi recitati da attori reali. Questo è stato l'ultimo episodio sviluppato da Al Lowe, l'ideatore della serie di Larry, per via delle controversie che portarono allo smantellamento della vecchia Sierra On-Line.
È il capitolo più spinto dal punto di vista trasgressivo: le ragazze appaiono sempre più seminude e sono sempre più vogliose, Larry viene drogato ed è coinvolto in un omicidio da parte di una bella ereditiera. Alcune scene di sesso vanno completamente in porto anche prima del finale (cosa davvero rara nella serie). È stato inserito un sottogioco in cui bisogna trovare tutti i vari dildo sparsi per l'avventura. Per i più sfrontati, sono stati inseriti inoltre diversi easter egg che permettono di vedere un po' di più del dovuto. Essi si attivano effettuando diverse operazioni in determinati punti del gioco, e regalano qualche dettaglio sessuale in più (come dei nudi o delle scenette più lunghe del solito). Tutto questo resta però sempre trattato con estremo tatto grazie all'ironia massiccia ed alla grafica a cartone animato del prodotto.
La confezione regalava all'interno il CyberSniff 2000, un cartonato suddiviso in diversi quadretti che si potevano grattare per far emanare gli odori che di volta in volta sentiva Larry nei vari ambienti della nave.

## Trama
Dopo essere scampato alla trappola mortale della sua ultima fiamma, Larry viene nuovamente baciato dalla fortuna e riesce ad imbarcarsi su una bellissima nave da crociera. Qui viene indetta una serie di gare più o meno strampalate (che vanno dal bowling alla mera prestazione sessuale), il cui vincitore sarà premiato con una settimana in compagnia del capitano, guarda caso una bellissima bionda dall'aspetto divino e paradisiaco. Sarà compito di Larry vincere il premio cercando nel frattempo di conquistare anche le numerose ragazze che popolano la nave. Come al solito tutto è all'insegna dell'umorismo: Larry è continuamente sottoposto a situazioni derisorie ma tremendamente comiche. Al termine del gioco, un UFO rapisce la nave, presupponendo un seguito alle avventure di Larry che non è ancora stato realizzato.